# Stronsdorf
Stronsdorf est une commune autrichienne du district de Mistelbach en Basse-Autriche.